# Gubernaculum

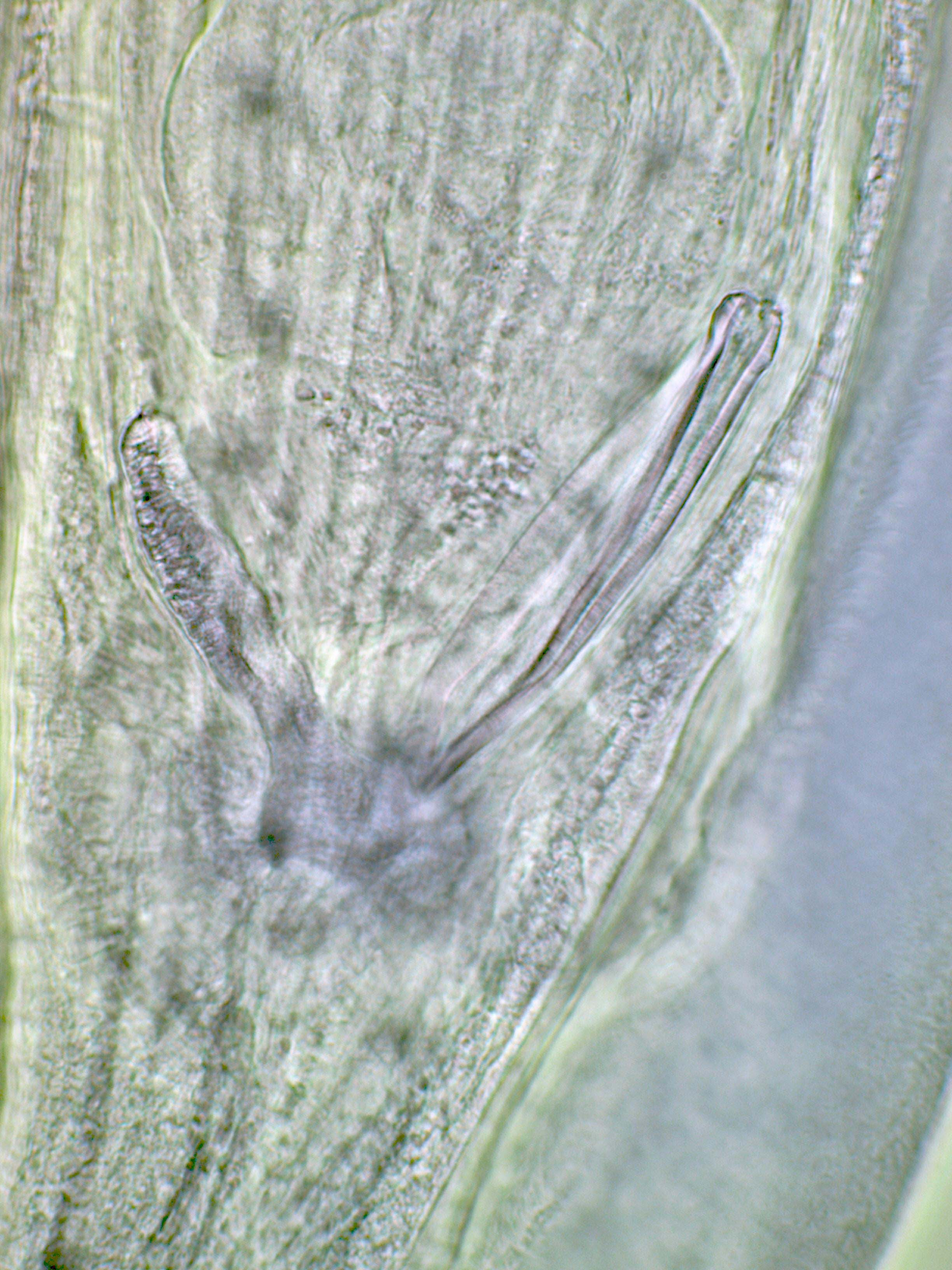
Extrémité postérieure d'un nématode mâle, Gongylonema pulchrum, montrant le spicule droit et le gubernaculum.

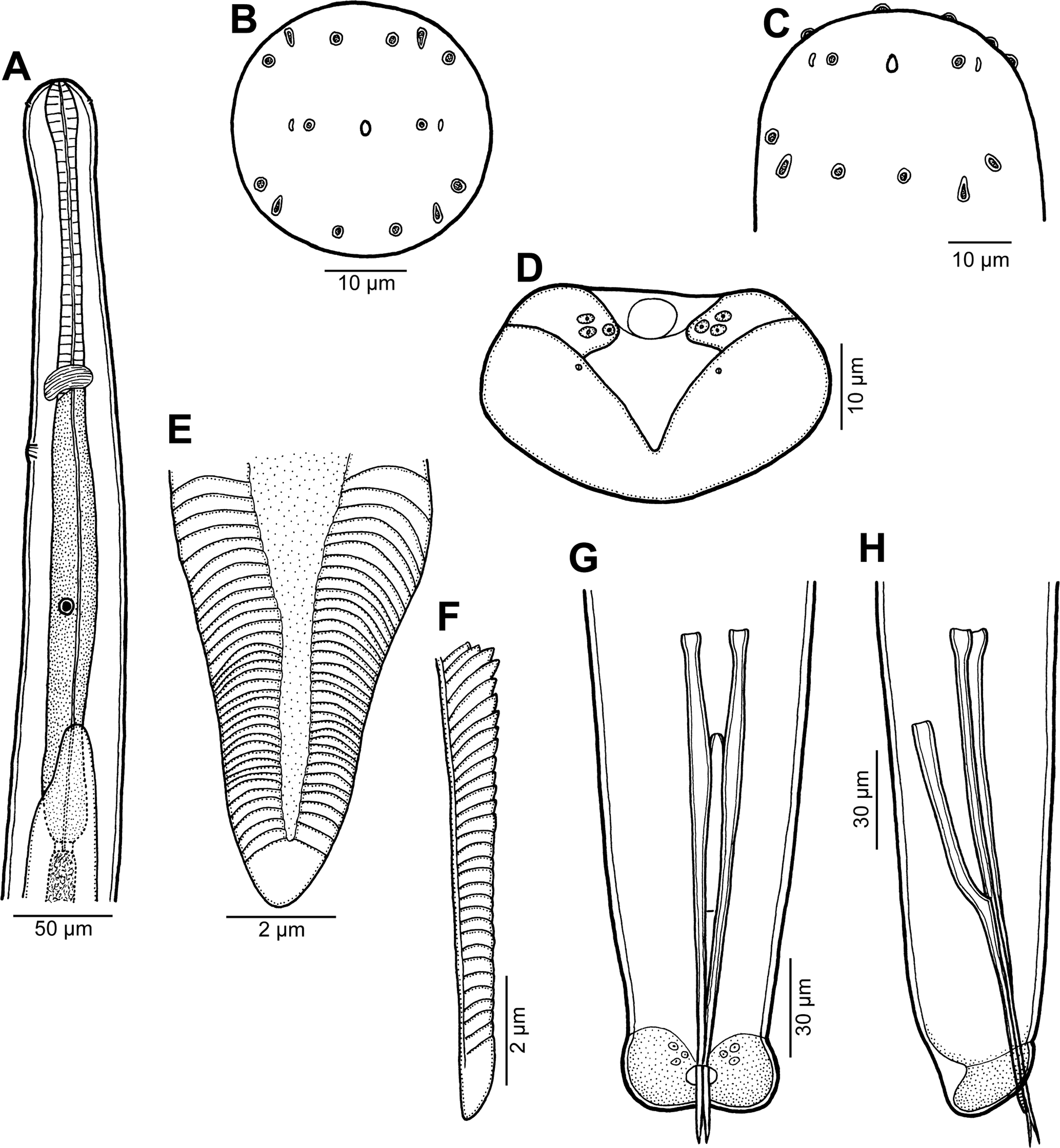
Dessin d'un nématode Philometridae mâle- E and F représentent le gubernaculum.

Chez les nématodes, le gubernaculum est une partie sclérifiée et dure de la paroi de l'appareil génital, qui guide la sortie du spicule pendant la copulation. 
Par exemple, chez Caenorhabditis elegans, les spicules servent à ouvrir et dilater le vagin de la femelle et le gubernaculum est une plaque en forme de gouttière dans laquelle bougent les spicules ; le gubernaculum est contrôlé par deux muscles érecteurs et deux muscles protracteurs.
La forme et la taille du gubernaculum sont souvent des éléments importants pour la systématique des nématodes.